# NGC 2593
NGC 2593 este o galaxie LINER situată în constelația Racul. A fost descoperită în 26 ianuarie 1865 de către Albert Marth.